# Hilton Head Island
Hilton Head Island är en stad i Beaufort County i delstaten South Carolina, USA med 37 099 invånare (2010).